# Jens Meyer-Wellmann
Jens Meyer-Wellmann (* 16. Mai 1966 in Hannover, eigentlich Jens Meyer-Aurich) ist ein deutscher Journalist und Autor.

## Leben
Meyer-Wellmann wuchs in Niedersachsen auf und verbrachte Teile seiner Jugend in Paraguay, wo sein Vater für SOS-Kinderdorf arbeitete. Nach dem paraguayischen Abitur erlangte er die deutsche Hochschulreife am Zentralkolleg Hamburg. Er leistete Zivildienst in einer Migrantenberatung in Hamburg-Wilhelmsburg und studierte anschließend Geschichte, Volkswirtschaftslehre und Lateinamerikastudien an der Universität Hamburg. Nach dem Studium absolvierte er ab 1995 ein Volontariat an der Journalistenschule Axel Springer und arbeitete anschließend als Redakteur und Chefreporter beim Hamburger Abendblatt. 2005 wurde er mit einer Arbeit über politische Parteien in Lateinamerika bei Horst Pietschmann promoviert. 2009 wechselte Meyer-Wellmann als stellvertretender Redaktionsleiter zur Welt und Welt am Sonntag in Hamburg, seit 2012 war er zusätzlich stellvertretender Leiter der Hamburg-Redaktion beim Hamburger Abendblatt. Seit 2015 arbeitet Meyer-Wellmann wieder ausschließlich für das Hamburger Abendblatt, zunächst als Autor, seit 2021 als Chefkorrespondent.
Schwerpunkte seiner Arbeit sind Politik und Investigatives. So deckte er u. a. Finanzierungsprobleme beim Bau des neuen Volksparkstadions auf, die zur Insolvenz mehrerer Firmen führten, und berichtete als Erster über eine Beinahe-Katastrophe beim Bau der vierten Elbtunnelröhre. 2003 wies Meyer-Wellmann zusammen mit Kollegen dem damaligen Innenstaatsrat Walter Wellinghausen eine ungenehmigte Nebentätigkeit nach, die zu dessen Entlassung und mittelbar auch zum Ende der politischen Karriere des rechtspopulistischen Innensenators Ronald Schill führten. Er deckte Dumpinglöhne in Hamburger Hotels und Spenden der Waffenindustrie an den SPD-Politiker Johannes Kahrs auf und berichtete über eine ungenehmigte Firmengründung des Chefs der Hamburg Tourismus GmbH Dietrich von Albedyll, die zu dessen Rücktritt führte. 2020 machte er öffentlich, dass die Hamburger SPD Spenden in Höhe von 45.500 Euro von der in Cum-Ex-Geschäfte verwickelten Hamburger Warburg-Bank und deren Tochterfirmen erhalten hatte, denen die Stadt zuvor eine Steuerrückforderung von 47 Millionen Euro erlassen hatte. Zusammen mit seinem Abendblatt-Kollegen Christoph Heinemann veröffentlichte Meyer-Wellmann 2020 die mehrfach ausgezeichnete Dokumentation „Der Ausbruch“ über einen Coronaausbruch auf der Krebsstation im Universitätsklinikum Hamburg-Eppendorf, der elf Patienten das Leben kostete.
Meyer-Wellmann moderierte in den Jahren 2013/2014 die „Hamburger Presserunde“ beim Fernsehsender Hamburg 1 und übernimmt gelegentlich auch Moderationen öffentlicher Veranstaltungen.
Er lebt mit Frau und zwei Söhnen in Hamburg.

## Name
Seit 1996 nutzt der als Jens Meyer geborene Journalist zur Unterscheidung von einem gleichnamigen Abendblatt-Kollegen den Namen Jens Meyer-Wellmann. Wellmann ist der Geburtsname seiner Mutter und stand bereits in Paraguay aufgrund der dortigen Gesetze in seinen Ausweisdokumenten. Dieses Pseudonym behielt Meyer-Wellmann im beruflichen Kontext auch nach seiner Heirat bei, seit der er mit bürgerlichem Namen Jens Meyer-Aurich heißt.

## Auszeichnungen
- Erich-Klabunde-Preis des Deutschen Journalistenverbandes Nord 2007 und 2022
- Deutscher Reporterpreis 2020
- Publizistikpreis der GSK-Stiftung 2021
- Nominiert für den Theodor-Wolff-Preis 2021
- Shortlist des Nannen-Preises 2021
- Nominiert für den Deutschen Reporterpreis (Kategorie Essay) 2024[17]

## Veröffentlichungen
- als Jens Meyer-Aurich: Wahlen, Parlamente und Elitenkonflikte: Die Entstehung der ersten politischen Parteien in Paraguay, 1869–1904. Ein Beitrag zur Geschichte politischer Organisation in Lateinamerika. Franz Steiner Verlag, Stuttgart 2006. ISBN 978-3-515-08838-1
- (Mitarbeit) Hamburger Momente. 100 Kolumnen mit ganz besonderen Einblicken in den Alltag der Hansestadt. Hamburger Abendblatt und Welt 2010. ISBN 978-3-939716-36-5
- (Mitarbeit) Hamburg Jahrbuch. Axel Springer Verlag 1998 und diverse spätere Jahrgänge, ISBN 3-921305-59-4
- Schrei mich nicht an, ich bin ein Wunschkind. Geschichten aus dem Alltag einer ganz normalen Familie zwischen Erziehungsnotstand und Bürostress. Glossen. Kindle E-Book 2012.